# ヒカルド・リボーリオ
ヒカルド・リボーリオ（Ricardo Liborio、1968年7月13日 - ）は、ブラジルの男性柔術家。リオデジャネイロ州出身。アメリカン・トップチーム主宰。
ブラジリアン・トップチームの創始者の1人であり、その後、マーカス・コナンと共にアメリカン・トップチームを設立した。

## 来歴
1996年、第1回世界柔術選手権に出場。スペルペサード級（-97kg級）で優勝、アブソルート級（無差別級）で準優勝を果たした。
1999年2月、アブダビコンバット88kg未満級に出場し、郷野聡寛やイーゲン井上を降し、3位入賞した。
2000年3月、アブダビコンバット88kg未満級に出場し、決勝でサウロ・ヒベイロに敗れ、準優勝となった。
2001年1月8日、総合格闘技デビュー戦となったDEEP2001旗揚げ戦で美濃輪育久と対戦。5分3Rを戦い抜き、引き分け。
2001年4月、アブダビコンバット88kg未満級に出場。1回戦で田村潔司に一本勝ちするも、2回戦でイーゲン井上にポイント負け。

## 戦績

### 総合格闘技
| 総合格闘技 戦績 | 総合格闘技 戦績 | 総合格闘技 戦績 | 総合格闘技 戦績 | 総合格闘技 戦績 | 総合格闘技 戦績 | 総合格闘技 戦績 |
| --------------- | --------------- | --------------- | --------------- | --------------- | --------------- | --------------- |
| 1 試合          | (T)KO           | 一本            | 判定            | その他          | 引き分け        | 無効試合        |
| 0 勝            | 0               | 0               | 0               | 0               | 1               | 0               |
| 0 敗            | 0               | 0               | 0               | 0               | 1               | 0               |

| 勝敗 | 対戦相手   | 試合結果           | 大会名   | 開催年月日   |
| △    | 美濃輪育久 | 5分3R終了 時間切れ | DEEP2001 | 2001年1月8日 |

### グラップリング
| 勝敗 | 対戦相手                         | 試合結果                      | 大会名                             | 開催年月日 |
| ×    | イーゲン井上                     | 15分終了 ポイント             | ADCC 2001 【88kg未満級 2回戦】     | 2001年4月  |
| ○    | 田村潔司                         | 1:02 チョークスリーパー       | ADCC 2001 【88kg未満級 1回戦】     | 2001年4月  |
| ×    | サウロ・ヒベイロ                 | 20分終了 ポイント マイナス1-0 | ADCC 2000 【88kg未満級 決勝】      | 2000年3月  |
| ○    | ジョルジ・パチーユ・マカコ       | 0:12 レフェリー裁定           | ADCC 2000 【88kg未満級 準決勝】    | 2000年3月  |
| ○    | ホベルト・ホレッタ・マガリカエス | 15分終了 ポイント9-0          | ADCC 2000 【88kg未満級 2回戦】     | 2000年3月  |
| ○    | 大山利幸                         | 3:53 一本                     | ADCC 2000 【88kg未満級 1回戦】     | 2000年3月  |
| ○    | イーゲン井上                     | 10分終了 ポイント3-0          | ADCC 1999 【88kg未満級 3位決定戦】 | 1999年2月  |
| ×    | アレキサンダー・サフコ           | 10分終了 ポイント0-2          | ADCC 1999 【88kg未満級 準決勝】    | 1999年2月  |
| ○    | ルイス・ブリトー                 | 10分終了 ポイント16-0         | ADCC 1999 【88kg未満級 2回戦】     | 1999年2月  |
| ○    | 郷野聡寛                         | 10分終了 ポイント5-0          | ADCC 1999 【88kg未満級 1回戦】     | 1999年2月  |

## 獲得タイトル
- 第1回世界柔術選手権 スペルペサード級 優勝（1999年）
- ADCC 1999 88kg未満級 3位（1999年）
- ADCC 2000 88kg未満級 準優勝（2000年）